# Slag bij Pichincha
De Slag bij Pichincha (24 mei 1822) was de beslissende veldslag in de onafhankelijkheidsstrijd van Ecuador, tussen de Spaanse troepen onder leiding van Melchior Aymerich en separatisten onder leiding van Antonio José de Sucre. Met de Spaanse nederlaag eindigde de koloniale overheersing van het Spaanse Rijk over het tegenwoordige Ecuador.

## Aanleiding
Op 10 augustus 1809 ontstond in de stad Quito voor het eerst de roep om onafhankelijkheid van Spanje, nadat er al eerder opstanden hadden plaatsgevonden tegen het optreden van het Spaanse bestuur. In december 1812 werd deze onvrede echter neergeslagen door de Peruaanse troepen van José Fernando de Abascal. Maar in 1819 behaalde Simón Bolívar in de Slag bij Boyacá een overwinning op de Spanjaarden. Bovendien lukte het in 1820 José de San Martín om met behulp van Peruaanse patriotten het noorden van Peru onder controle te krijgen, zodat de Spaanse koloniale macht geïsoleerd raakte in het gebied dat tegenwoordig Ecuador is. Het was vooral door de overwinning van San Martín dat de bevolking van Guayaquil op 9 oktober 1820 in opstand kwam, wat leidde tot de val van de Spanjaarden in die stad. De stad verklaarde zich onafhankelijk, als eerste stad van het huidige Ecuador. Een poging in datzelfde jaar om de hooglanden van de Andes te bevrijden strandde tijdens de Eerste Slag bij Huachi echter op een Spaanse militaire overmacht met steun uit het Zuid-Colombiaanse monarchistenbolwerk Pasto.
De separatisten van Guayaquil wendden zich daarop voor steun bij de bevrijding van Quito tot San Martín en Bolívar. San Martín stuurde troepen, die echter op 3 januari 1821 bij de Slag bij Tanizagua wederom faalden. Ondertussen had Bolívar, die hoopte dit Ecuador zich zou aansluiten bij zijn Groot-Colombia, zijn brigadegeneraal Antonio José de Sucre begin 1820 al naar de Antillen gestuurd om wapens te verkrijgen voor de Ecuadoraanse campagne. Ook Sucre echter leed zijn nederlaag tegen de Spanjaarden, bij de Tweede Slag bij Huachi op 12 september 1821. Dit kostte hem het grootste deel van zijn leger.
Bolívar had tijd nodig om versterking uit Peru en Groot-Colombia te krijgen. Dat kreeg hij door een staakt-het-vuren van negentig dagen vanaf 19 november 1821. In die tijd kon San Martín hem 1.275 manschappen sturen onder bevel van Andrés de Santa Cruz. Bolívar wilde bovendien ook over land nog extra troepen naar Quito brengen, maar daarbij stuitte hij op 7 april 1821 in de Slag bij Bomboná op Zuid-Colombiaanse monarchisten van Pasto. Daardoor werd verhinderd dat deze monarchisten konden deelnemen aan de finale Slag bij Pichincha, maar het had tevens tot gevolg dat ook Bolívar zelf niet bij die slag aanwezig zou zijn.
Inmiddels ontstonden er spanningen tussen het Peru van San Martín en het Groot-Colombia van Bolivar, onder meer door een Peruaanse claims op Guayaquil. Dit leidde tot een verdere vertraging, doordat San Martín zijn troepen wilde terugtrekken. Op dat moment, in februari 1822, was het verenigde Peruaans/Groot-Colombiaanse leger er al wel in geslaagd om Cuenca zonder strijd in te nemen. De Spanjaarden hadden zich teruggetrokken bij het zien van de overmacht van de separatisten. Nadat een poging van San Martín om Groot-Colombia de oorlog te verklaren door het Peruaanse parlement was verhinderd, kon medio maart 1822 de veldtocht tegen de Spanjaarden worden voortgezet.

## Veldtocht naar Quito
De troepen van Antonio José de Sucre trokken door de hooglanden richting Quito. Bij Riobamba versloegen zij op 21 april 1822 de Spaanse cavalerie onder bevel van Carlos Tolrá. De Spanjaarden concentreerden zich vervolgens op de verdediging van Quito. Melchior Aymerich had met zijn troepen de zuidelijke doorgang naar de stad geblokkeerd, om Sucre de pas af te snijden.
Op 2 mei 1822 verzamelden de troepen van Sucre zich in Latacunga, 90 kilometer ten zuiden van Quito, waar lokale vrijwilligers zich bij hen aansloten. Bovendien kwam er versterking van een bataljon uit Noord-Colombia onder bevel van José María Córdova, en kreeg Sucre informatie over de posities van het Spaanse leger. Hij begreep dat een aanval vanuit het zuiden niet, of slechts ten koste van grote verliezen, succesvol zou zijn. Daarom boog hij op 13 mei af naar het noordoosten om via de flanken van de Cotopaxi-vulkaan de Valle de los Chillos te bereiken en zo achter de vijandelijke vooruitgeschoven troepen te komen. De Spanjaarden trokken zich daarop op 16 mei terug naar Quito. Aymerich had de toegangswegen naar de stad, die destijds vooral bestond uit het oude stadscentrum, met wapentuig laten bezetten om een doorbraak onmogelijk te maken. De troepen van Sucre bleven voorlopig in de vallei.
Op 21 mei positioneerde Sucre zijn leger ten oosten van het Cerro Panecillo, om de Spanjaarden tot de aanval te verleiden. Ondertussen had hij een spion naar het Spaanse leger gestuurd, die daar de manschappen tot desertie probeerde over te halen. Aymerich echter betrapte de saboteur en sloot hem op, waarop hij zich twee dagen lang niet door Sucre liet provoceren.
De Sucre verplaatste zijn leger opnieuw, om een strijd buiten de stad uit te lokken. In de nacht van 23 op 24 mei omzeilde hij de posities van de Spanjaarden en boog hij af naar het noordwesten om in de stromende regen de hellingen van de vulkaan Pichincha te beklimmen. Het leger klom tot een hoogte van meer dan 3.500 meter. De cavalerie kon het steile pad niet beklimmen en bleef daarom achter aan de voet van de vulkaan.

## Verloop van de slag
Met hulp van lokale Quechua-indianen bereikte het leger van Sucre in de vroege ochtend van 24 mei de plek waar de slag zou plaatsvinden, de tegenwoordige Cima de la Libertad (Top van de Vrijheid). Na aanvankelijke aarzeling stuurde Aymerich twee officieren (Carlos Tolrá en Nicolás López, die al eerder successen hadden geboekt voor de Spanjaarden) met drie infanteriebataljons naar de patriotten.
Sucre, die met zijn troepen de Spanjaarden opwachtte op een relatief klein slagveld, begrensd door ravijnen en steile hellingen, stuurde een groepje verkenners vooruit dat rond tien uur in de ochtend door de Spanjaarden werd beschoten. Het groepje trok zich terug, maar kreeg vervolgens versterking van de Colombianen en Peruanen van Sucre. Maar het vuurgevecht dat daarop volgde bleek meer munitie te kosten dan gepland was. Sucre moest zijn bataljons in het gevecht laten roteren, zodat er gelegenheid was om ze opnieuw te bevoorraden met kruit en kogels. De kleine omvang van het slagveld was een voordeel voor de Spanjaarden, die beter getraind waren en meer gevechtservaring hadden dan de patriotten. Daardoor wisten ze de twee Peruaanse bataljons van het slagveld te verdrijven. Colombiaans divisiecommandant José Mires kwam echter met honderd man de gevechtslinie versterken, waardoor er gelegenheid ontstond om de patriottische troepen met nieuwe bataljons aan te vullen.
Toen de munitie van de patriotten weer schaars dreigde te worden, beval Sucre dat een bataljon ervaren Colombianen een bajonetaanval zou uitvoeren op de Spaanse troepen. De Spanjaard Nicolás López liet vervolgens zijn beste bataljon linksom achter de troepen van Sucre langs trekken, om hem in de rug te kunnen aanvallen. Om dit te doen moest het bataljon een heuvelrug overwinnen waardoor het onverhoeds het contact met de Spanjaarden verloor. Hoewel onduidelijk is of het op bevel van De Sucre gebeurde, hielden de weinige Europeanen in het patriottische leger de Spanjaarden vast en verijdelden daarmee het Spaanse plan van een aanval in de rug. Dit was voor de overige patriotten het sein om de bajonetaanval op de Spanjaarden te openen. In de middag vluchten de Spanjaarden bergafwaarts naar Quito, met achterlating van hun vierhonderd doden op de hellingen van de Pichincha. Aan de zijde van De Sucre waren tweehonderd doden en honderdveertig gewonden gevallen.

## Naspel

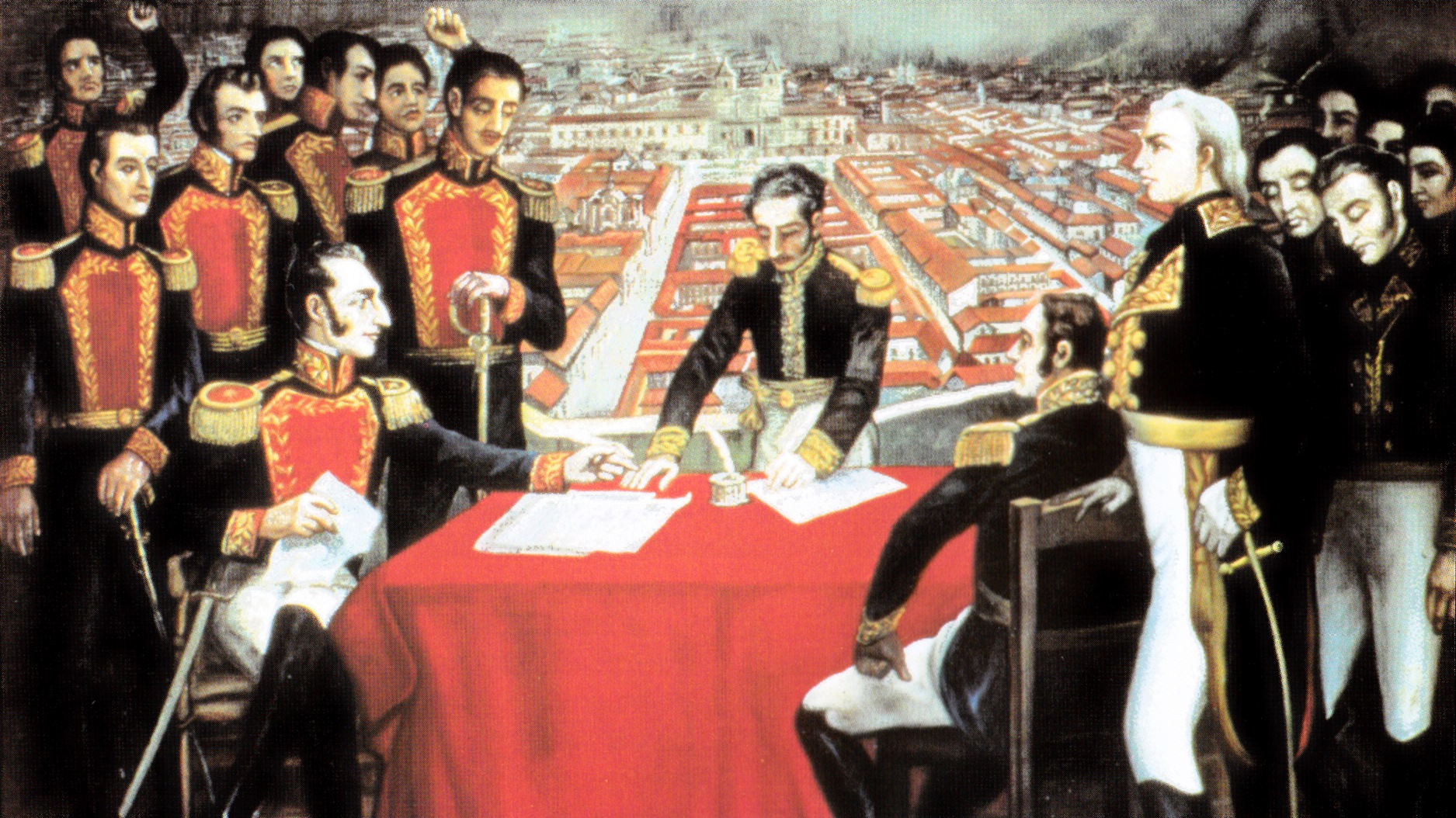
Armisticio de la batalla de Pichincha (Wapenstilstand na de Slag bij Pichincha) - Antonio Salas, 1868

Een dag later, op 25 mei 1822, tekenden de Spanjaarden de overgave, waarna Melchior Aymerich het land mocht verlaten. Enkele Spanjaarden weigerden echter de nederlaag te accepteren. Zij vluchtten naar het zuiden van Nieuw-Granada en Venezuela om van daaruit hun strijd voort te zetten.
Ecuador was bevrijd van de Spaanse Kroon en de oorlog was voorbij. Bolívar, die door de monarchisten van Pasto was tegengehouden, bereikte Quito in juli 1822. Op 13 juli riep hij het gebied uit tot nieuw departement van zijn Groot-Colombia. Dit was overeenkomstig het besluit dat de gemeenteraad samen met kerkvertegenwoordigers en andere hoogwaardigheidsbekleders op 29 mei al had genomen. In het gebied van het huidige Ecuador kwamen geen royalistische opstanden meer voor, op één campagne bij Ibarra na door de monarchisten uit Pasto. Op 17 juli 1823 werd deze opstand neergeslagen door Bolívar.